# Волонтир Володимир Ілліч
Волонтир Володимир Ілліч (нар. 8 липня 1956, с. Кузьмине Мукачівського р-ну) — хоровий диригент, композитор, член НСКУ (1996), Заслужений діяч мистецтв України (1999).

## З життєпису
Закінчив у 1975 році Ужгородське музичне училище, в 1980 році диригентсько-хоровий факультет Київської консерваторії по класу професора М. А. Берденникова. В 1984—1987 рр. навчався на композиторському факультеті Львівської консерваторії у Д. Задора.
У 1983 — організатор і художній керівник Мукачівського хору хлопчиків та юнаків (лавреат європейських конкурсів молодіжних хорів у Бельгії; 1996, 1998), рівночасно від 1989 — засновник і диригент Мукачівської хорової школи хлопчиків та юнаків.

## Особисте життя
У шлюбі з Оксаною Волонтир.

## Список творів
- Токата для камерного оркестру.
- Дві п'єси для скрипки solo і камерного оркестру: «Пробудження», «Пісня в дощ».
- «Поема» для фортеп'яно.
- «Роздуми» для фортеп'яно.